# فارست گامپ
فارست گامپ (به انگلیسی: Forrest Gump) فیلم آمریکایی در ژانر کمدی-درام، به کارگردانی رابرت زمکیس محصول سال ۱۹۹۴ پارامونت پیکچرز است. فیلم برپایهٔ رمانی به همین نام که توسط وینستون گروم در سال ۱۹۸۶ نوشته شده بود ساخته شده‌است و در آن بازیگرانی چون تام هنکس، رابین رایت، گری سینایس، میکلتی ویلیامسون و سالی فیلد حضور دارند. این داستان چندین دهه از زندگی فارست گامپ (با بازی تام هنکس) را نشان می‌دهد، مردی کندذهن اما مهربان از آلاباما که شاهد چندین رویداد تاریخی مشخص در ایالات متحده در سدهٔ بیستم است و ناخواسته بر آنها تأثیر می‌گذارد. شایان ذکر است که این فیلم تفاوت‌های اساسی با رمان دارد.
فیلمبرداری اصلی در اواخر سال ۱۹۹۳، عمدتاً در جورجیا، کارولینای شمالی و کارولینای جنوبی انجام شد. از جلوه‌های بصری گسترده برای تلفیق هنکس در فیلم‌های بایگانی شده و ساخت صحنه‌های دیگر استفاده شد. همچنین موسیقی متن فیلم شامل آهنگ‌هایی است که دوره‌های مختلف فیلم را منعکس می‌کند.
فارست گامپ در تاریخ ۶ ژوئیه ۱۹۹۴ در ایالات متحده اکران شد و نظرات مطلوبی را برای کارگردانی رابرت زمکیس، بازی‌های گری سینایس و تام هنکس، جلوه‌های بصری، موسیقی و فیلمنامه دریافت کرد. این فیلم در گیشه با موفقیت چشمگیری روبرو شد. این فیلم تبدیل به پردرآمدترین فیلم آمریکا در آن سال شد و بیش از ۶۷۷ میلیون دلار در سراسر جهان درآمد کسب کرد و این فیلم را دومین فیلم پردرآمد سال ۱۹۹۴ پس از شیر شاه کرد. موسیقی متن بیش از ۱۲ میلیون نسخه فروش کرد. همچنین فارست گامپ نامزد دریافت ۱۳ جایزهٔ اسکار شد و از این تعداد ۶ جایزه را شامل جایزه اسکار بهترین فیلم، بهترین جلوه‌های ویژه، بهترین کارگردانی و جایزه اسکار بهترین بازیگر نقش اول مرد برای تام هنکس را به‌دست آورد. همچنین نامزد دریافت بسیاری از جوایز دیگر از جمله گلدن گلوب، جوایز فیلم بفتا و جایزه انجمن بازیگران فیلم را دریافت کرد.
تفسیرهای مختلفی از شخصیت اصلی و نمادگرایی سیاسی فیلم انجام شده‌است. در سال ۲۰۱۱، کتابخانه کنگره، این فیلم را برای نگهداری در فهرست ملی ثبت فیلم ایالات متحده (از نظر فرهنگی، تاریخی یا زیبایی شناختی) دریافت کرد.

## داستان

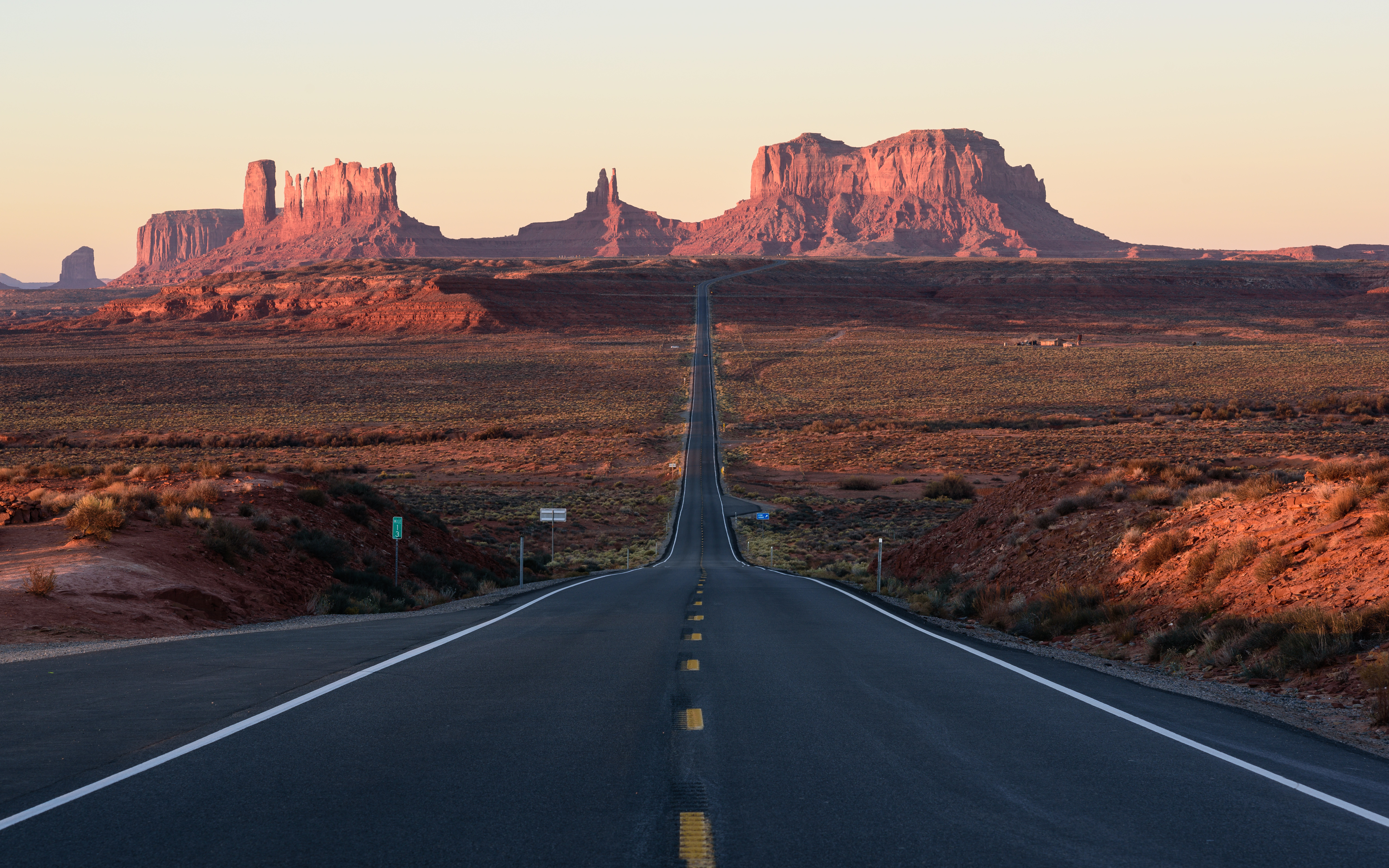
مکانی در امتداد مسیر US 163 در Monument Valley جایی که فارست به دویدن خود پایان می دهد.

فارست گامپ (تام هنکس)، مرد ساده‌دلی است که در ایستگاه اتوبوسی منتظر نشسته‌است. با آمدن خانمی، خود را معرفی می‌کند و داستان زندگیش را تعریف می‌کند. فارست کودکی با بهرهٔ هوشی پایینتر از همسالانش است و تمام دنیایش مادرش (سالی فیلد) که حوادث اطرافش را با زبانی ساده برایش توصیف می‌کند. او در کودکی مجبور به استفاده از اسکلت و داربست فلزی بود که به پایش بسته می‌شد. بچه‌های هم‌سالش او را دوست نداشتند، اما یکی از آن‌ها با او همبازی شد: جنی. طی حادثه‌ای، آن اسکلت مزاحم فلزی در هم می‌شکند و توانایی فارست در دویدن پدیدار می‌شود. فارست که حالا بالغ شده در راگبی به افتخار می‌رسد. جنی جوان (رابین رایت پن) که توسط پدر الکلی‌اش مورد تجاوز جنسی قرار می‌گرفته، آرزو دارد خوانندهٔ کانتری شود. او در یک بار خوانندگی می‌کند.در روزهای جنگ با ویتنام، فارست به ارتش می‌پیوندد. هنگام خداحافظی، جنی از فارست می‌خواهد شجاع نباشد و هر وقت خطری بود فقط فرار کند. فارست در دورهٔ آموزشی ارتش، دوستی به نام بوبا (میکلتی ویلیامسون) پیدا می‌کند. او جوان سیاهپوست ساده‌دلی است که آرزو دارد خانوادهٔ فقیرش را با صید میگو به وضع بهتری برساند. آن‌ها به ویتنام اعزام می‌شوند و تحت فرماندهی سرگرد دن تیلور (گری سینایس) قرار می‌گیرند. در یکی از حملات، نیروهای آمریکا به‌شدت بمباران می‌شوند. با فرمان فرماندهش، فارست شروع به دویدن می‌کند و ناگهان به یاد بوبا می‌افتد. او بازمی‌گردد تا بوبا را پیدا کند اما هر بار یک مجروح دیگر را می‌یابد و او را تا کرانهٔ رودخانه می‌رساند، از جمله سرگرد دن را. بالاخره بوبا را درحالی‌که به‌شدت زخمی است می‌یابد. بوبا می‌میرد و فارست زخمی جزئی برداشته ولی سرگرد دن هر دو پایش را از دست می‌دهد. دن به‌خاطر آنکه تا آخر عمر فلج است و با افتخار نمرده و گمان می‌برد فارست نگذاشته به سرنوشتش برسد از او خشمگین است. فارست مدال افتخار می‌گیرد و در دوران نقاهت استعدادش در پینگ‌پنگ شکوفا می‌شود. درحالی‌که او به مسابقات جهانی می‌رود و یکی‌یکی پله‌های افتخار را طی می‌کند، زندگی جنی هر روز در سراشیبی است و درگیر اعتیاد شده است. فارست سرگرد دن را با خود همراه می‌کند تا به آرزوی بوبا جامهٔ عمل پوشاند. او اسم قایقش را جنی می‌گذارد و موفق می‌شود یکی از بی‌نظیرترین صیدهای میگو را انجام دهد، چنان‌که عکسش بر جلد مجله‌ها برود؛ ولی او فقط دنیای کوچک خودش را می‌خواهد دنیایی که تمام وسعتش آغوش مادر و داشتن جنی است. بعدها که فارست از کار صید میگو بیرون می‌آید و مشغول کوتاه کردن چمن‌های خانه اش است، جنی را می‌بیند که به سمت او می‌آید. جنی برای مدتی با او زندگی می‌کند و در آخر، شبی فارست از جنی می‌پرسد که با او ازدواج می‌کند یا نه اما جنی سر باز می‌زند. در همان شب جنی وارد اتاق فارست شده و آنها مشغول عشق‌بازی می‌شوند. فردا صبح وقتی که فارست از خواب بیدار می‌شود جنی را نمی‌یابد و می‌فهمد که جنی رفته‌است. پس از این اون بدون هیچ دلیل خاصی شروع به دویدن می‌کند و تا سه سال این کار را متوقف نمی‌کند. او که حالا بیش از پیش معروف شده به خانه خود برمی‌گردد… حال فارست گامپ بر روی صندلی در انتظار اتوبوس است و به خانمی که کنارش نشسته و شنونده داستان او است می‌گوید که نامه ای از طرف جنی دریافت کرده که از او می‌خواهد به ملاقات او برود. خانم به او می‌گوید که بدون اتوبوس هم می‌توان به محلی که می‌خواهد برسد پس بدین ترتیب فارست شروع به دویدن به سوی خانه جنی می‌کند.
وقتی که به خانه جنی رسید، پسر جنی از مدرسه بازمی‌گردد. در اینجا جنی به فارست می‌گوید که او بچه فارست است و از او درخواست ازدواج می‌کند و به فارست می‌گوید که مریض است.
پس از ازدواج آنها زندگی خوبی را با هم می‌گذرانند، اما پس از مدتی جنی در روز دوشنبه از بیماری خود می‌میرد.
فارست بر سر قبر او با او درد و دل می‌کند.
و در آخر فارست در همان محلی که خود سوار بر اتوبوس مدرسه اش شد، پسرش را سوار بر اتوبوس می‌کند.

## نکات فیلم
هنگامی که فارست از جنگ ویتنام برگشت و در یک سخنرانی صحبت کرد، پلاگین میکروفون کشیده شد و شما نمی‌توانستید صدای او را بشنوید. درواقع او می‌گوید: «زمانی که مردم به ویتنام می‌روند، نزد مادرانشان بر می‌گردند اما بدون پا؛ و بعضی وقت‌ها اونا هیچ‌گاه به خانهٔ خود بر نمی‌گردند. این همهٔ چیزی بود که باید دربارهٔ آن صحبت کنم». و هنگامی که فارست برای اولین بار بازی پینگ پنگ را در بیمارستانی می‌آموزد، به او گفته می‌شود که ترفند این است که «سر خود را روی یک توپ نگه دارد». پس از آن لحظه، هر زمان که او پینگ‌پنگ بازی می‌کند، هرگز پلک نمی‌زند. همچنین دختری که در اتوبوس مدرسه با موهای قرمز نشسته بود، الیزابت هنکس، دختر تام هنکس است.

## نقش‌ها
- تام هنکس در نقش فارست گامپ: فارست در سنین پایین ضریب هوشی پایین‌تر از متوسط ۷۵ داشت. در طول مسیر، او در طول زندگی خود با بسیاری از شخصیت‌ها و وقایع تاریخی روبرو می‌شود. برادر کوچکتر تام، جیم هنکس، بدل او در فیلم برای صحنه‌هایی است که فارست در آن سرتاسر ایالات متحده را می‌دود. دختر تام، الیزابت هنکس، در فیلم به عنوان دختری در اتوبوس مدرسه ظاهر می‌شود که مانع از نشستن فارست جوان در کنارش می‌شود. جان تراولتا گزینه اصلی برای ایفای نقش اصلی فیلم بود و اعتراف می‌کند که رد کردن این نقش اشتباه بزرگی بوده‌است.[۶][۷][۸] بیل موری و چوی چیس نیز برای این نقش در نظر گرفته شده بودند.[۹] شان پن در مصاحبه ای اظهار داشت که گزینه دوم برای این نقش بوده‌است. هنکس فاش کرد که پس از یک ساعت و نیم خواندن فیلمنامه، به فیلم پیوست.[۱۰] وی در ابتدا می‌خواست لهجه جنوبی زبان فارست را کم کند، اما سرانجام توسط رابرت زمکیس کارگردان مجاب شد تا لهجه سنگین تأکید شده در رمان را به تصویر بکشد.[۱۰] وینستون گرم، که رمان اصلی را نوشته‌است، گفته‌است که فیلم «لبه‌های خشن» را از شخصیت گرفته‌است. همچنین او تصور می‌کرد که نقش فارست را جان گودمن بازی کند.[۱۱]
- رابین رایت در نقش جنی کوران: دوست کودکی فارست که بلافاصله عاشق او می‌شود و هرگز در طول زندگیش عشق به او از بین نمی‌رود. جنی که قربانی سوءاستفاده جنسی کودکان شده‌است، راهی متفاوت از فارست را در پیش می‌گیرد و زندگی خود تخریبی را طی می‌کند و بخشی از جنبش هیپی در کالیفرنیا در دهه ۱۹۶۰ و رابطه جنسی یک دهه بعد من و فرهنگ مواد مخدر دهه ۱۹۷۰. او در دوره‌های مختلف بزرگسالی دوباره وارد زندگی فارست می‌شود. جنی سرانجام در ساوانا، جورجیا پیشخدمت می‌شود، جایی که در یک آپارتمان با پسر خود (و پسر فارست)، فارست جونیور زندگی می‌کند. آنها سرانجام ازدواج می‌کنند، اما اندکی پس از آن به دلیل عارضه ای به علت بیماری بی‌نام (احتمالاً هپاتیت C) درگذشت.[۱۲][۱۳]

در روزی که تام هنکس صحنه‌های فیلمبرداری فوتبال را بازی می‌کرد، او واقعاً از بیماری آنفلوانزا رنج می‌برد. همچنین دربارهٔ بازیگرانی که برای بازی در این فیلم پیشنهاد شدند، جودی فاستر، نیکول کیدمن و دمی مور بودند که آنها نقش جنی را رد کردند. همچنین بیل موری، جان تراولتا و چوی چیس نقش فارست گامپ را رد کرده بودند. تراولتا بعداً اعتراف کرد که رد کردن این نقش یک اشتباه بود.

## حق امتیاز
به تام هنکس در این فیلم پولی پرداخت نشد، به جای آن او بخشی از امتیازات فیلم را به دست آورد که نزدیک به ۴۰ میلیون دلار بود.

## جلوه‌های گرافیکی
در طول مسابقات پینگ پنگ هیچ توپی وجود نداشت که این جلوه به‌طور کامل به وسیلهٔ CGI متحرک سازی شده بود. همچنین پاهای گری سینایس (در نقش ستوان دن) در یک پارچه مخصوص آبی پیچیده شده بود که آنها را به صورت گرافیکی حذف کرده بودند.

## اثرات ماندگار
نیمکت پارک که تام هنکس در بسیاری از لحظات فیلم روی آن نشسته بود، در ساوانا واقع در جورجیا میدان چیپوا واقع شده‌است.
یک نیمکت فیبر شیشه ای که درنهایت برداشته شد و به موزه منتقل شد تا از تخریب آب و هوای بد یا احتمالاً سرقت محفوظ بماند.
کلیسا تا به امروز، آن نیمکت را در موزه تاریخ ساوانا، در جورجیا نگهداری کرده‌است.

## دستاوردها
دیالوگ «مامان همیشه می‌گفت زندگی مانند یک جعبه شکلات است. شما هرگز نمی دونید که چه چیزی اتفاق خواهد افتاد.» به عنوان چهلمین دیالوگ برتر از ۱۰۰ دیالوگ منتخب توسط انجمن فیلم آمریکا انتخاب شد.

## امکانات
خانه مورد استفاده در این فیلم که فارست در آن زندگی می‌کرد همان خانه ای است که در فیلم میهن‌پرست استفاده می‌شود.

## حوادث
همه صحنه‌های حوادث درون قایق، از جمله صحنه طوفان، توسط یک موتور جت برای تولید طوفان و باد استفاده شد؛ و تصاویر عکس‌های خبری و اخبار مربوط به طوفان که از تلویزیون پخش می‌شود مربوط به عکس‌های خبری پس از طوفان هوگو در کارولینای جنوبی در سال ۱۹۸۹ است.

## فروش گیشه
این فیلم فقط ۶۶ روز طول کشید تا به رکورد فروش ۲۵۰+ میلیون دلار در گیشه قرار گیرد.

## حواشی
این فیلم همزمان با فیلم‌های موفق رستگاری در شاوشنک و داستان عامه پسند (در یک سال) ساخته شد و تقریباً در تمامی جایزه‌های اسکار با این فیلم رقیب بود. فارست گامپ در همه رقابت‌ها پیروز شد و در این سال رستگاری در شاوشنک موفق به کسب هیچ جایزه ای نشد. البته بعدها در لیست ۲۵۰ فیلم برتر تاریخ سینما در سایت IMDB که بر اساس رای مردم است، رستگاری در شاوشنک در رتبه ۱ و فارست گامپ در رتبه ۱۱ قرار گرفت.

## بازیگران
- تام هنکس (فارست گامپ)
- رابین رایت پن (جنی کوران)
- گری سینایس (ستوان دن تیلور)
- سالی فیلد (خانم گامپ)
- میکلتی ویلیامسون (بوبا)
- مایکل کونر هامفری (کودکی فارست)
- هانا هال (کودکی جنی کوران)

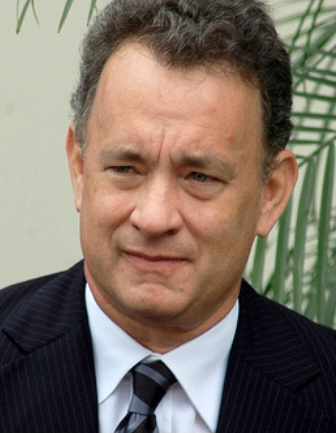
تام هنکس بازیگر نقش فارست گامپ

- هالی جوئل آزمنت (فرزند فارست گامپ)
- سونی شرویر
- ژاکلین لاول

## جایزه‌ها
- برندهٔ جایزه اسکار بهترین فیلم
- برندهٔ جایزه اسکار بهترین کارگردانی برای رابرت زمکیس
- برندهٔ جایزه اسکار بهترین فیلم‌نامهٔ اقتباسی برای اریک راث
- برندهٔ جایزه اسکار بهترین بازیگر نقش اول مرد برای تام هنکس
- برندهٔ جایزه اسکار بهترین تدوین فیلم برای آرتور اشمیت
- برندهٔ جایزه اسکار بهترین جلوه‌های تصویری